# Battles in the North
Battles in the North este cel de-al treilea album de studio al formației Immortal. Deși a fost schițat în precedentele două albume, începând cu acest album Blashyrkh a devenit tema predominantă a versurilor formației.
Pentru melodiile "Blashyrkh (Mighty Ravendark)" și "Grim And Frostbitten Kingdoms" s-au filmat videoclipuri; în videoclipul realizat pentru "Grim And Frostbitten Kingdoms", pe lângă Abbath și Demonaz, apare și Hellhammer de la Mayhem la baterie. Cele două videoclipuri au fost lansate pe caseta video Masters of Nebulah Frost.
Revista Terrorizer a clasat Battles in the North pe locul 39 în clasamentul "Cele mai bune 40 de albume black metal". Site-ul IGN a inclus albumul în lista "Cele mai bune 10 albume black metal".

## Lista pieselor
1. "Battles In The North" - 04:12
2. "Grim And Frostbitten Kingdoms" - 02:47
3. "Descent Into Eminent Silence" - 03:10
4. "Throned By Blackstorms" - 03:39
5. "Moonrise Fields Of Sorrow" - 02:25
6. "Cursed Realms Of The Winterdemons" - 03:59
7. "At The Stormy Gates Of Mist" - 03:00
8. "Through The Halls Of Eternity" - 03:36
9. "Circling Above In Time Before Time" - 03:56
10. "Blashyrkh (Mighty Ravendark)" - 04:34

### Piesele bonus incluse pe ediția limitată din 1996
1. "Diabolical Fullmoon Mysticism" - 00:42
2. "Unholy Forces Of Evil" - 04:28
3. "The Cold Winds Of Funeral Frost" - 03:40

## Personal
- Abbath Doom Occulta - vocal, chitară bas, baterie
- Demonaz Doom Occulta - chitară, versuri

## Trivia
Ordinea corectă a pieselor e cea de mai sus, ordinea de pe versiunea originală fiind incorectă:
1. "Battles In The North"
2. "At The Stormy Gates Of Mist"
3. "Through The Halls Of Eternity"
4. "Moonrise Fields Of Sorrow"
5. "Cursed Realms Of The Winterdemons"
6. "Throned By Blackstorms"
7. "Grim And Frostbitten Kingdoms"
8. "Descent Into Eminent Silence"
9. "Circling Above In Time Before Time"
10. "Blashyrkh (Mighty Ravendark)"